# Adalbert Erlebach

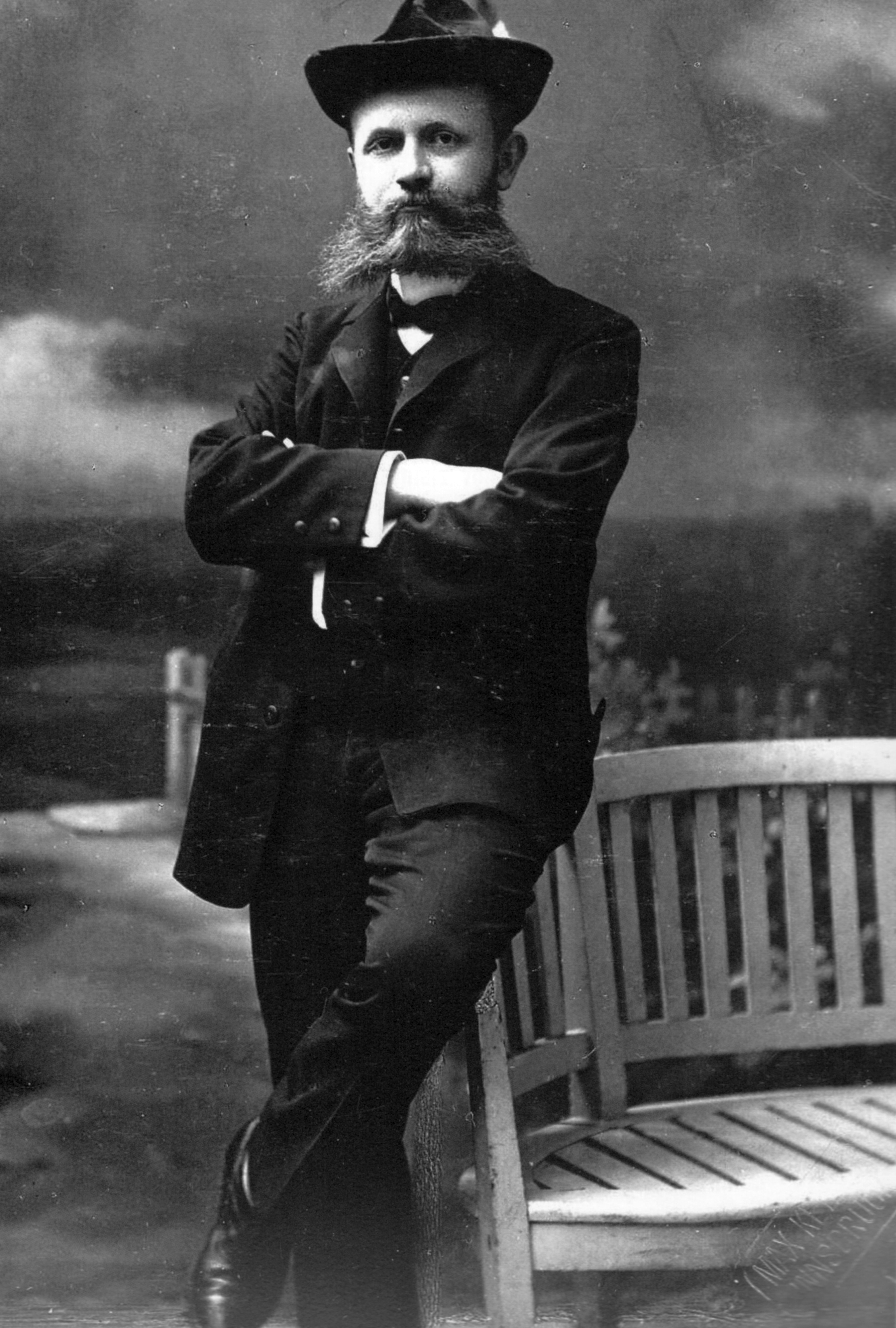
Adalbert Erlebach, 1908

Adalbert Erlebach (* 12. März 1876 in Ochsengraben bei Hohenelbe, Böhmen, Österreich-Ungarn; † 25. März 1945 in Planegg, Oberbayern) war ein österreichischer Architekt. Er war hauptsächlich in Meran tätig, viele seiner Villen im Heimatschutzstil stehen heute unter Denkmal- oder Ensembleschutz.

## Leben
Erlebach studierte bis 1897 an der Staatsgewerbeschule Reichenberg. Danach wurde er Mitarbeiter des Architekten Woldemar Kandler in Dresden und war an zahlreichen dessen Kirchenbauten beteiligt. 1902 legte er die königlich sächsische Baumeisterprüfung in Bautzen ab. Anschließend wurde er Bauführer beim Neubau der Lutherkirche in Meißen-Triebischtal.
1904 machte Erlebach sich selbständig und heiratete. Im gleichen Jahr wurde er Lehrer an der Baugewerkschule Roßwein. Es folgten Projekte in Neckarsteinach, Roßwein, Kitzbühel und Hall in Tirol. 1907 übersiedelte die Familie nach Döbeln, wo vier Neubauten erfolgten. 1908 wurde Erlebach in den Bund Deutscher Architekten, Ortsgruppe Dresden, berufen.
1910 erfolgte der Umzug nach Meran, nachdem er einen Großauftrag zur Errichtung des Stifterhofs von Georg von Ompteda erhalten hatte. In den folgenden 25 Jahren projektierte er zahlreiche Neu- und Umbauten in Meran und Umgebung.
Seit 1929 war Erlebach im Architektenverzeichnis für Venezia Tridentina eingetragen. Im Zuge der Option in Südtirol verließ er 1941 Südtirol und zog nach Planegg.

## Bauten (Auswahl)
| Bild           | Name                                                    | Erbaut    | Adresse                                                  | Sonstiges |
| -------------- | ------------------------------------------------------- | --------- | -------------------------------------------------------- | --- |
|                | Villa für den Fabrikanten Hans Wachter                  | 1904      | (Lage) Rauenthal Ortsteil von Meißen, Rauhentalstraße 10 | Villa mit Einfriedung; unter Denkmalschutz |
|                | Villa                                                   | 1905      | Neckarsteinach, Neckarstraße 62                          | |
|                | Villa                                                   | 1906      | (Lage) Roßwein, Döbelner Straße 66                       | unter Denkmalschutz |
|                | Villa                                                   | 1907      | (Lage) Roßwein, Gersdorfer Straße 5                      | unter Denkmalschutz |
|                | Landhaus                                                | 1907–1908 | Innsbruck, Höhenstraße 98                                | |
|                | Landhaus                                                | 1907–1908 | Innsbruck, Höhenstraße 100                               | |
|                | Wohn- und Geschäftshaus „Zur Linde“ für Karl Schwärzler | 1908      | Innsbruck, Höhenstraße 143                               | im Erdgeschoss seit 2003 städtischer Kindergarten |
|                | Landhaus                                                | 1910      | Innsbruck, Gramartstraße 7                               | |
|                | Wohnhaus mit Gastwirtschaft                             | 1909      | (Lage) Döbeln, Hermsdorfer Straße 4                      | |
|                | Villa für Theodor Weiß                                  | 1910      | (Lage) Döbeln, Sternplatz 2                              | unter Denkmalschutz |
|                | Schulhaus                                               | 1910      | (Lage) Langenau bei Hartha, Am Auenbach 19b              | unter Denkmalschutz |
|                | Villa für Max Knobloch                                  | 1910      | (Lage) Döbeln, Otto-Johnsen-Straße 4                     | unter Denkmalschutz |
|                | Klinik-Villa Dr. Handmann                               | 1910      | (Lage) Döbeln, Bertholdstraße 1                          | unter Denkmalschutz |
| weitere Bilder | Stifterhof für Georg von Ompteda                        | 1910–1912 | (Lage) Meran, Schennastraße 41–43                        | Eintrag im Monumentbrowser auf der Website des Südtiroler Landesdenkmalamts                                                                                       |
|                | Villa Stifter                                           | 1910–1911 | Meran, Schennastraße 38                                  | Unter Ensembleschutz |
|                | Stubnerhof                                              | 1912      | Meran, Gampenstraße 79                                   | |
|                | Villa Schulte für Johann Friedrich von Schulte          | 1912      | (Lage) Meran, Dantestraße 45                             | Unter Ensembleschutz |
|                | Villa Schlehhof                                         | 1912–1913 | (Lage) Meran, Schlehdornweg 1                            | |
|                | Villa Zuegg                                             | 1913–1914 | Meran, Laugenstraße 3                                    | unter Ensembleschutz |
|                | Villa Boden                                             | 1913–1914 | Meran, Naifweg 6                                         | Eintrag im Monumentbrowser auf der Website des Südtiroler Landesdenkmalamts                                                                                       |
|                | Santa-Zita-Kapelle                                      | 1917      | Trento, Strada Statale 349, km 42                        | um 1950 abgerissen, in der Nähe nach dem Vorbild neu errichtet |
|                | Gasthaus Tanner                                         | 1923      | Meran, Dantestraße 77                                    | |
|                | Sommerhaus aus Holz                                     | 1923–1930 | Hafling, Haus Nr. 45                                     | |
|                | Sommerhaus aus Holz                                     | 1923–1930 | Hafling, Straße nach Falzeben, oberhalb Felswand         | |
|                | Gasthof Oberwirt                                        | 1924      | Marling, St.-Felix-Straße 2                              | Wiederaufbau nach Brand |
|                | Villa                                                   | 1925      | (Lage) Meran, Heilig-Kreuz-Gasse 1                       | |
|                | Villa                                                   | 1925–1926 | (Lage) Meran, Heilig-Kreuz-Gasse 3                       | |
|                | Villa Lanegg                                            | 1925–1926 | Meran, Schönblickstraße 12                               | |
|                | Bauernhaus                                              | 1926      | (Lage) Meran, Rennstallweg 16                            | Auenhof |
|                | Villa Isenstein                                         | 1926      | Meran, Montaniweg 4                                      | |
|                | Villa                                                   | 1926      | Meran, Vergilstraße 51                                   | abgebrochen |
|                | Villa Clara                                             | 1926      | Meran, Schönblickstraße 14                               | |
|                | Villa Castell Angeli                                    | 1926      | Meran, Schönblickstraße 16                               | |
|                | Miethaus                                                | 1926–1927 | (Lage) Meran, Enrico-Toti-Straße 25                      | |
|                | Villa Wartholz                                          | 1926–1927 | (Lage) Meran, Winkelweg 54                               | Unter Ensembleschutz |
| weitere Bilder | Pfarrkirche                                             | 1926–1931 | Schenna                                                  | Eintrag im Monumentbrowser auf der Website des Südtiroler Landesdenkmalamts Erlebach übte nur die Bauleitung aus, der Entwurf stammt von Architekt Eduard Hütter. |
|                | Villa für Hans Brenner Malli                            | 1929      | (Lage) Meran, Grabmayrstraße 8                           | Unter Ensembleschutz |
|                | großes Doppelwohnhaus                                   | 1930–1931 | Marling, Gampenstraße 17                                 | |
|                | Bäckerei Harpf                                          | 1931      | Lana, Andreas-Hofer-Straße 38                            | Unter Ensembleschutz |
|                | Villa Rubinstein                                        | 1930–1931 | Meran, Waalweg 20                                        | moderner, turmartiger Bau, später vollständig umgebaut |
|                | Villa für Bruno Löw                                     | 1932      | (Lage) Meran, Laugenstraße 5                             | |
|                | Mietvilla                                               | 1932–1933 | (Lage) Meran, Verdistraße 23                             | |
|                | Villa Erlebach                                          | 1932–1933 | Meran, Parinistraße 6                                    | Unter Ensembleschutz |
|                | Sommerhaus                                              | 1933      | Hafling, Haus Nr. 106                                    | |
|                | Mietvilla                                               | 1933      | (Lage) Meran, Verdistraße 19                             | |
|                | Villa Endrizzi                                          | 1933      | (Lage) Meran, Galileistraße 80–84                        | |
|                | Mietvilla                                               | 1933–1934 | Meran, Bellinistraße 1                                   | |
|                | Villa                                                   | 1934      | Meran, St.-Markus-Straße 19                              | |
|                | Mietvilla mit Ladengeschäft                             | 1934      | Meran, Verdistraße 11                                    | |
|                | Villa                                                   | 1934–1935 | Meran, Sibyllastraße 11                                  | 2011 abgebrochen |
|                | Villa                                                   | 1934–1935 | Meran, Karl-Wolf-Straße 10                               | 2001 abgebrochen |
|                | Villa Platzer                                           | 1934–1935 | Meran, Laugenstraße 7                                    | Unter Ensembleschutz |
|                | Sommervilla                                             | 1934–1935 | Hafling, Nr. 148                                         | |
|                | Mietvilla                                               | 1934–1935 | Meran, Bellinistraße 5                                   | |
|                | Villa                                                   | 1936      | Meran, Bellinistraße 2                                   | |
|                | Villa                                                   | 1936      | Meran, Alfieristraße 22                                  | |
|                | Haus Gottardi                                           | 1936      | Meran, Otto-Huber-Straße 94                              | Unter Ensembleschutz |